# 曼陀羅 (1971年の映画)

『曼陀羅』（まんだら）は1971年の日本映画。実相寺昭雄監督の長編映画。R18指定。

## キャスト
- 信一：清水紘治
- 由紀子：森秋子
- 裕：田村亮
- 康子：桜井浩子
- 真木：岸田森
- 真木夫人：若林美宏
- 茂雄：草野大悟
- 守：富川澈夫
- 君子：花柳幻舟
- 令子：北島マヤ
- 茂雄：草野大悟
- ジュン：左時枝
- 看護婦：菅井きん
- 下宿のおかみ：荒木雅子
- 中年男：大木正司、小林昭二
- 刀剣商：原保美

## スタッフ
- 監督：実相寺昭雄
- 製作：淡豊昭
- 脚本：石堂淑朗
- 撮影：稲垣涌三
- 美術：池谷仙克
- 編集：浦岡敬一
- 音楽：冬木透
- 製作会社：実相寺プロ、日本ＡＴＧ

## 映像ソフト
- 曼陀羅 [DVD] 発売日：2003年12月20日
- 曼陀羅 [DVD] 　ＨＤニューマスター版 発売日：2015年12日16日
- 曼陀羅 [Blu-ray]　ＨＤニューマスター版 発売日：2021年1月13日